# Lyckebyån (Ekeberga socken, Småland)
Lyckebyån är en sjö i Lessebo kommun i Småland och ingår i Lyckebyåns huvudavrinningsområde. Sjön har en area på 0,068 kvadratkilometer och ligger 184 meter över havet. Sjön avvattnas av vattendraget Lyckebyån.

## Delavrinningsområde
Lyckebyån ingår i det delavrinningsområde (630037-147732) som SMHI kallar för Inloppet i Transjön. Medelhöjden är 218 meter över havet och ytan är 30,67 kvadratkilometer. Räknas de 6 avrinningsområdena uppströms in blir den ackumulerade arean 63 kvadratkilometer. Avrinningsområdets utflöde Lyckebyån mynnar i havet. Avrinningsområdet består mestadels av skog (79 procent). Avrinningsområdet har 1,19 kvadratkilometer vattenytor vilket ger det en sjöprocent på 2,8 procent. Bebyggelsen i området täcker en yta av 1,5 kvadratkilometer eller 4 procent av avrinningsområdet.